# Dao động tử điều hòa

Một số quỹ đạo của một dao động tử điều hòa theo luật của Newton của cơ học cổ điển (A–B), và theo Schrödinger phương trình của cơ học lượng tử (C–H). Trong A–B, các hạt (đại diện như một bóng gắn vào một lò xo) dao động lại. Ở C–H, một số giải pháp cho các Phương trình Schrödinger được thể hiện, nơi trục ngang là vị trí dọc thực sự là một phần (màu xanh) hay tưởng tượng một phần (đỏ) của hàm sóng. C, D, E, F, nhưng không G, H, được năng lượng eigenstates. H là một mạch lạc nước—một trạng thái lượng tử thành cổ điển quỹ đạo.

Các dao động tử điều hòa là lượng tử cơ học tương tự của các dao động điều hòa trong lĩnh vực Vật lý. Bởi vì một tùy ý tiềm năng thường có thể được coi như là một sự hài hòa tiềm năng tại khu vực của một ổn định điểm cân bằng, đó là một trong những quan trọng nhất mẫu hệ thống ở cơ học lượng tử. Hơn nữa, một trong số ít lượng tử-hệ thống cơ khí mà một tính toán chính xác, được phân tích giải pháp được biết đến.

## Một chiều dao động tử điều hòa

### Hamilton và Năng lượng trạng thái riêng
Các Hamilton của hạt là:
Công thức như sau
{\displaystyle {\hat {H}}={\frac {{\hat {p}}^{2}}{2m}}+{\frac {1}{2}}k{\hat {x}}^{2}={\frac {{\hat {p}}^{2}}{2m}}+{\frac {1}{2}}m\omega ^{2}{\hat {x}}^{2}\,,}

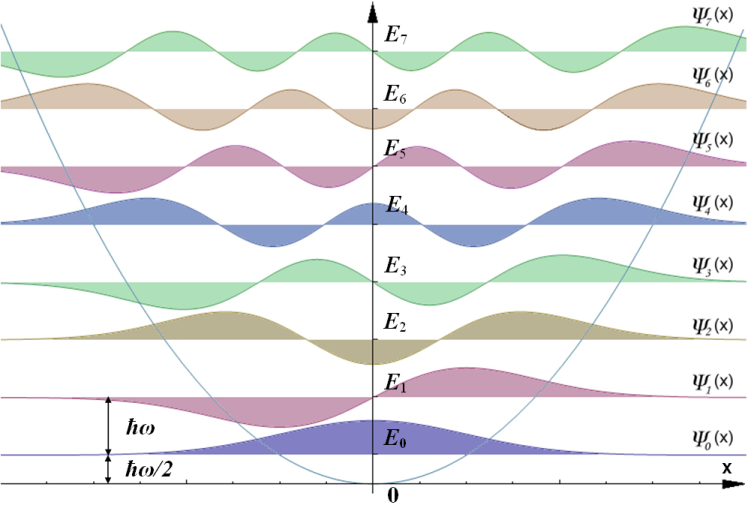
Hàm sóng đại diện cho tám ràng buộc trạng thái riêng, n = 0 đến 7. Trục ngang cho thấy các vị trí x. Chú ý: tốt không bình thường, và các dấu hiệu của một số các chức năng khác nhau từ những người đưa ra trong văn bản.

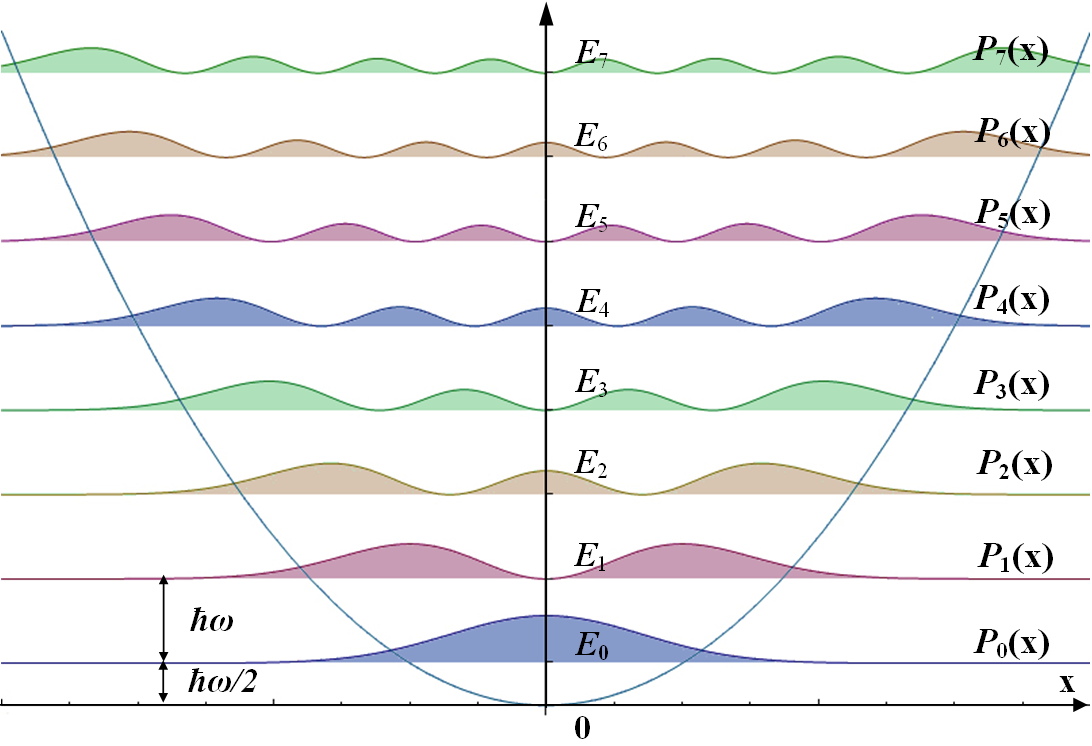
Tương ứng với xác suất mật độ.

Một người có thể viết thời gian độc lập phương trình Schrödinger,
{\displaystyle {\hat {H}}\left|\psi \right\rangle =E\left|\psi \right\rangle ~,}
Các hàm Hn là các đa thức Hermite,
{\displaystyle H_{n}(z)=(-1)^{n}~e^{z^{2}}{\frac {d^{n}}{dz^{n}}}\left(e^{-z^{2}}\right).}
Tương ứng năng lượng được
{\displaystyle E_{n}=\hbar \omega \left(n+{1 \over 2}\right)=(2n+1){\hbar  \over 2}\omega ~.}

### Phương pháp Toán tử bậc thang

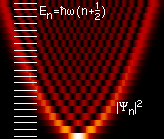
Mật độ xác suất ψ_{n}(x)^{2} cho những trạng thái riêng ràng buộc, bắt đầu với trạng thái (n = 0) xuống phía dưới và tăng năng lượng tới mức đỉnh. Trục ngang cho thấy các vị trí x, và sáng, màu sắc đại diện cho mật độ xác suất cao hơn.

Các toán tử bậc thang, được phát triển bởi Paul Dirac, cho phép tìm lời giải cho vấn đề năng lượng với giá trị riêng mà trực tiếp giải quyết các phương trình vi phân. Đó là khái quát cho một công thức phức tạp, đặc biệt là trong lĩnh vực lượng tử lý thuyết. Sau này, chúng tôi xác định khai thác a và dạng liên hợp của nó a†,
{\displaystyle {\begin{aligned}a&={\sqrt {m\omega  \over 2\hbar }}\left({\hat {x}}+{i \over m\omega }{\hat {p}}\right)\\a^{\dagger }&={\sqrt {m\omega  \over 2\hbar }}\left({\hat {x}}-{i \over m\omega }{\hat {p}}\right)\end{aligned}}}
Dẫn tới một biểu thức hữu dụng như sau {\displaystyle {\hat {x}}} and  {\displaystyle {\hat {p}}},
{\displaystyle {\begin{aligned}{\hat {x}}&={\sqrt {{\frac {\hbar }{2}}{\frac {1}{m\omega }}}}(a^{\dagger }+a)\\{\hat {p}}&=i{\sqrt {{\frac {\hbar }{2}}m\omega }}(a^{\dagger }-a)~.\end{aligned}}}
Toán tử a không phải là một toán tử Hermitian, vì nó và dạng liên hợp a† không đồng nhất. Năng lượng của các trạng thái riêng {{Math|Bản mẫu:Ket sinh ra bởi tác dụng của các toán tử bậc thang lên các trạng thái riêng này.
{\displaystyle {\begin{aligned}a^{\dagger }|n\rangle &={\sqrt {n+1}}|n+1\rangle \\a|n\rangle &={\sqrt {n}}|n-1\rangle .\end{aligned}}}

## Một số đại lượng
Chu kỳ dao động T là khoảng thời gian để thực hiện 1 dao động toàn phần.
Tần số dao động f là số dao động toàn phần có thể thực hiện trong 1 giây.
Chu kỳ và tần số của dao động là nghịch đảo của nhau. Ta có {\displaystyle Tf=1}

## Ly độ của dao động điều hòa
Ly độ của dao động điều hòa được biểu diễn bởi phương trình {\displaystyle x=A\cos(\omega t+\varphi )} trong đó
- A là biên độ dao động
- {\displaystyle \omega =2\pi f={\frac {2\pi }{T}}} là tần số góc của dao động
- {\displaystyle \varphi } là pha ban đầu của dao động